# Lucas González
Lucas Nahuel „Saltita” González Martínez (ur. 3 czerwca 2000 w San Salvador de Jujuy) – argentyński piłkarz występujący na pozycji środkowego pomocnika, od 2023 roku zawodnik Independiente.